# 君嶋麻耶
君嶋 麻耶（きみじま あさや、1987年9月8日 - ）は、日本の俳優、男性ファッションモデル。神奈川県出身。スターダストプロモーション所属。

## 来歴
- 2003年6月、原宿で美容師にスカウトされサロンモデルを開始[4]。
- 原宿にあるセレクトショップ、STUDIOUS/ステュディオスで働いていた。
- 『smart』、『CHOKi CHOKi』『Street JACK』、『FINEBOYS』などのファッション雑誌でモデルを務める傍ら、CMやPVに出演[4]。
- 2009年に俳優デビュー。同年、映画『ビートロック☆ラブ』にて映画初出演。
- 2010年5月27日付けの公式ブログにてスターダストプロモーションへの所属を発表。
- 2010年9月5日から2011年8月28日まで放送された、『仮面ライダーオーズ/OOO』で後藤慎太郎 / 仮面ライダーバース 役としてレギュラー出演を務めた[4]。

## 人物
- 趣味は読書、音楽を聴くこと。特技はバスケットボール、水泳、ギター演奏[1]。
- 神奈川県立川和高等学校を経て[5]、2010年3月に明治学院大学を卒業[要出典]。高校在学中、教育実習生として母校に来た市川洋介に数学を教わった[5]。
- 好きなアーティストはRadiohead[6]、エリオット・スミス[7]。
- ファッションにおいて以前はモード志向であったが、近年は古着を好んで着用している。またメガネやネックレスなどの小物類を好んで身につける。
- 容姿がNICO Touches the Wallsの光村龍哉に似ており、君嶋自身がブログ内でネタにしたことがある。誕生日も同じ日付。

## 出演

### テレビドラマ
- 素直になれなくて（2010年5月27日、フジテレビ）
- 仮面ライダーオーズ/OOO（2010年9月5日 - 2011年8月28日、テレビ朝日） - 後藤慎太郎 役
- 金曜プレステージ 2週連続特別企画 森村誠一女のサスペンス「捜査線上のアリア」（2012年6月22日、フジテレビ） - 二宮聖也 役
- ビューティフルレイン（2012年7月1日 - 9月16日、フジテレビ） - 立花健太 役[8]
- 薄桜記（2012年、NHK BSプレミアム、NHK総合） - 清水一学 役
- 火怨・北の英雄 アテルイ伝（2013年、NHK BSプレミアム、NHK総合） - 羽弥 役
- ストロベリーナイト アフター・ザ・インビジブルレイン「推定有罪 / プロバブリィギルティ」（2013年1月26日、フジテレビ） - 加納裕道 役
- 金曜ロードSHOW! 「チープ・フライト」（2013年3月1日、日本テレビ） - ALJ人事部 役
- ヴァンパイア・ヘヴン（2013年4月12日 - 7月5日、テレビ東京） - 藤兵衛 役
- 潜入探偵トカゲ（2013年4月18日 - 6月20日、TBS） - 宮間隼人 役
- 木曜ドラマ「ハクバノ王子サマ 純愛適齢期」（2013年10月、読売テレビ） - 坂本猛 役
- 名もなき毒（2013年8月12日 - 9月16日、TBS） - 外立研治 役
- マルモのおきてスペシャル 2014（2014年9月28日、フジテレビ）
- その男、意識高い系。 第1話（2015年3月3日）
- 婚活刑事 第8話（2015年8月20日、日本テレビ）
- 武道館 第4話（2016年2月27日、フジテレビ）
- 月曜名作劇場「あんみつ検事の捜査ファイル1・女検事の涙は乾く」（2016年6月13日、TBS） - 植田 役
- 家政夫のミタゾノ第1シリーズ第6話（2016年11月25日、テレビ朝日） - 金森一成 役
- 東京タラレバ娘 第4話（2017年2月8日、日本テレビ）
- ヘヤチョウ（2017年） - 磯崎刑事 役
- 深夜のダメ恋図鑑 第3話・第6話・第8話（2018年、テレビ朝日） - 矢野 役
- 法廷のドラゴン 第3話（2025年1月31日、テレビ東京） - 凸撃ボーイズ 役[9]

### 映画
- ビートロック☆ラブ（2009年3月28日公開、デジタルハリウッド・エンタテインメント、内田英治監督）
- ネムリバ（2010年10月23日公開、デジタルSKIPステーション、園田新監督） - 遠藤ワタル 役
- 仮面ライダーシリーズ（東映）
  - 仮面ライダー×仮面ライダー オーズ&ダブル feat.スカル MOVIE大戦CORE（2010年12月18日公開、田﨑竜太監督） - 後藤慎太郎 役
  - 劇場版 仮面ライダーオーズ WONDERFUL 将軍と21のコアメダル（2011年8月6日公開、柴崎貴行監督） - 後藤慎太郎 役
  - 仮面ライダー×仮面ライダー フォーゼ&オーズ MOVIE大戦MEGA MAX（2011年12月10日公開、坂本浩一監督） - 後藤慎太郎 役
  - 仮面ライダー×スーパー戦隊 スーパーヒーロー大戦（2012年4月21日公開、金田治監督） - 仮面ライダーバースの声 役
- ソウル・オブ・ロック（2012年2月公開、BANANAFISH、天野裕充監督） - ザキ 役[10]
- 世界最後の日々（2012年2月公開、内田英治監督）
- SPOTLIGHT（2012年3月、浜崎綾監督）
- オムニバス映画「ヒカリエイガ」Episode6 : Creative『Lumière?』（2013年4月公開、井口奈己監督）
- 闇金ウシジマくん Part2（2014年5月16日、東宝映像事業部 / SDP、山口雅俊監督）
- 起終点駅 ターミナル（2015年11月7日、東映、篠原哲雄監督）

### Webドラマ
- ネット版 仮面ライダーオーズ バースX誕生・序章（2022年3月13日、東映特撮ファンクラブ） - 後藤慎太郎 役
- オーズ10th 仮面ライダーバース バースX誕生秘話（2022年7月3日、東映特撮ファンクラブ） - 主演・後藤慎太郎 / 仮面ライダーバース 役[11]

### オリジナルビデオ
- 仮面ライダーオーズ 10th 復活のコアメダル（2022年） - 後藤慎太郎 役[12]

### バラエティ
- TOKYO FASHION EXPRESS（2009年3月8日、NHK BS1）
- 東京カワイイ★TV（2009年5月16日、NHK総合）
- T-ROCKS（2009年7月、フジテレビ ONE/TWO/NEXT）

### MUSIC VIDEO
- GReeeeN 9th Single「歩み」ユニバーサルミュージック（2009年1月28日発売）
- GReeeeN ニンテンドーDS「HUDSON×GReeeeN ライブ!?DeeeeS!?」CD同梱版楽曲「旅人」（2010年4月1日発売）
- CHiE 2nd Single「鍵をかけて」ユニバーサルミュージック（2010年11月24日発売）
- 真崎ゆか「Last Kiss feat.KG」ユニバーサルミュージック（2011年2月16日発売）
- 伊達明&後藤慎太郎（C.V.岩永洋昭&君嶋麻耶）「Reverse/Re:birth」avex entertainment（2011年7月27日発売）
- DEEP「True Love」rhythm zone（2011年12月14日発売）
- moumoon「winter fall」avex entertainment（2013年12月7日配信）
- indigo la End「夜汽車は走る」unBORDE（2015年2月4日発売）
- indigo la End「夏夜のマジック」（2015年6月17日発売） ※シングル「悲しくなる前に」の収録曲[13]

### CM
- マンダム「GATSBY」web（2006年 - 2008年）
- インテリジェンス「anエリア」（2007年）
- ユニバーサルミュージック「恋のうた」（2008年）
- ドラゴンクエストIX 星空の守り人「学生、学食で」編（2009年）[14]
- ユーキャン「幼稚園バス」編（2012年）
- カルビー「堅あげポテト」（2012年 - ）
- ソフトバンク「iPhone」方言リレー篇（2013年）
- 日本コカ・コーラ「ジョージア 頑」ラーメン職人篇（2014年）

### ゲーム
- 仮面ライダー クライマックスヒーローズ シリーズ - 仮面ライダーバース 役
  - 仮面ライダー クライマックスヒーローズ フォーゼ（2011年、Wii・PSP）
  - 仮面ライダー 超クライマックスヒーローズ（2012年、Wii・PSP）
- 仮面ライダーバトル ガンバライド（2012年、アーケード） - 仮面ライダーバース 役
  - 仮面ライダーバトル ガンバライジング（2013年、アーケード）
  - 仮面ライダーバトル ガンバレジェンズ（2023年、アーケード）
- オール仮面ライダー ライダージェネレーション シリーズ - 仮面ライダーバース 役
  - オール仮面ライダー ライダージェネレーション2（2012年、DS・PSP）
  - オール仮面ライダー ライダーレボリューション（2016年、3DS）

### ラジオ
- W.A.N.T（2017年4月7日 - 9月22日、FMヨコハマ）

### 玩具
- COMPLETE SELECTION MODIFICATION バースドライバー&Xユニット（2022年12月）

## ディスコグラフィ

### シングル
- Reverse/Re:birth（2011年7月27日） - 岩永洋昭とのデュエット。テレビドラマ『仮面ライダーオーズ/OOO』挿入歌

## 作品

### 雑誌
- 内外出版社「CHOKi CHOKi」 2007年11月号よりおしゃれキング
- インデックス・コミュニケーションズ「BiDaN」
- 日之出出版「FINEBOYS」
- ラウンドハウス「HEART」 2007年12月号
- 宝島社「smart」 2008年10月号より
- 集英社「PINKY」 2009年1月号
- 宝島社「mini」 2009年3月・4月・9月号
- KKベストセラーズ「street Jack」 2009年6月号より
- 小学館「PS」 2009年7月号

### ムック
- ニューズ出版「古着スナップFILE」
- コスミック出版「古着コーデ徹底GUIDE」
- KKベストセラーズ「street Jack特別編集「HAIR STYLE JACK」」
- 宝島社「smart特別編集『古着ルールBOOK』」
- 学研「古着MIXスタイル」
- 内外出版社「CHOKi CHOKi girls」※2009年2月

### アパレル
- Asaya Kimijima×Smooch Collaboration Line
2008年11月からスタートした、君嶋麻耶がデザインを手がけるアパレル
- Design Tshirts Store graniphとのCollaboration
フジテレビ ONE/TWO/NEXT「T-ROCKS」での企画

### 書籍
- 宝島社「KIMIJIMA ASAYA STYLE 君嶋麻耶のフォト・ファッションスタイルブック」